# Pocholeando
Pocholeando fue una serie de televisión sitcom boliviana, producida, dirigida y escrita por Guery Sandoval, creador e intérprete del popular personaje boliviano, Pocholo en el año 2015, producida por Cinextasis y Cuatro Fa Producciones para PAT.

## Elenco
- Guery Sandoval del Carpio como el Pocholo
- Marianella Molina Travesi

### Actores invitados
- Wiler Vidaurre (1er episodio)

## Producción
- Guión: Guery Sandoval del Carpio
- Dirección: Guery Sandoval del Carpio
- Producción ejecutiva: Guery Sandoval del Carpio y Marcelo Mendez C.
- Diseño y Producción: Marcelo Mendez C.

## Episodios

### Temporadas
|  | 1 | 6 | 24 de octubre de 2015 | 6 de diciembre de 2015 | Red PAT |